# Mari Rabie
Mari Rabie (Cidade do Cabo, 10 de setembro de 1986) é uma triatleta profissional sul-africana. 

## Carreira
Mari Rabie competidora do ITU World Triathlon Series, disputou os Jogos de Pequim 2008, terminando em 43º.